# Sanuki (Kagawa)
Sanuki (さぬき市 Sanuki-shi?) es una ciudad localizada en la prefectura de Kagawa, Japón. En octubre de 2019 tenía una población estimada de 47.506 habitantes y una densidad de población de 299 personas por km². Su área total es de 158,63 km².

## Geografía

### Localidades circundantes
- Prefectura de Kagawa
  - Higashikagawa
  - Miki
  - Takamatsu
- Prefectura de Tokushima
  - Awa
  - Mima

## Demografía
Según los datos del censo japonés, esta es la población de Sanuki en los últimos años.
| 1995   | 2000   | 2005   | 2010   | 2015   |
| ------ | ------ | ------ | ------ | ------ |
| 58.390 | 57.772 | 55.754 | 53.000 | 50.272 |